# Корона
Вижте пояснителната страница за други значения на Корона.
Корона (от лат. corona, венец) е украшение за глава, явяващо се символ на титла. В исторически аспект основно се използва като символ на титли, облечени с власт (княжеска или монархическа), но през XX век започва да се използва и за победителки в конкурси по красота. Лавровият венец на победителя в античните олимпийски игри също има подобно символично значение.
Освен стойност като символ (регалия), владетелските корони често имат и материална стойност. Те са направени от ценни метали (най-често от злато) и са украсени със скъпоценни камъни. Функцията на корона може да изпълнява шапка със скъпоценни орнаменти, венец, обръч от листа или пластинки).
Употребява се още от древността в Древен Египет, Древен Рим, Шумер. Били са много разпространени в държавите в Европа в периода на развития феодализъм (от XI век).
Сега, като правило, монарсите носят корона само в особено тържествени случаи.